# Diego Mariño
Diego Mariño (Vigo, 9 mei 1990) is een Spaans doelman in het betaald voetbal. Hij verruilde in augustus 2015 Real Valladolid voor Levante UD, dat hem het voorgaande seizoen al huurde.

## Clubcarrière
Mariño werd op zijn veertiende opgenomen in de jeugdopleiding van Villarreal CF. Hij maakte zijn profdebuut voor Villarreal B tijdens het seizoen 2010-2011. Hij keepte 38 wedstrijden voor Villarreal B en hield de club in de Segunda División. Toen Villarreal CF degradeerde uit de Primera División, was het tweede elftal verplicht een competitie te zakken. Bij de degradatie verlieten doelmannen Diego López en César Sánchez de club. Mariño werd samen met zijn coach bij Villarreal B Julio Velázquez overgeheveld naar het eerste elftal.
Mariño verhuisde in juli 2013 naar Real Valladolid. Daarmee degradeerde hij dat jaar uit de Primera División. Om toch op het hoogste niveau actief te blijven maakte Mariño gebruik van een clausule in zijn contract, waardoor Vallodolid wel in móést stemmen met een verhuur aan een club uit de Primera División. Dat werd Levante UD, dat net daarvoor Keylor Navas had verkocht aan Real Madrid CF. Na een jaar huur stapte Mariño definitief over naar Levante.

## Interlancarrière
Mariño won met Spanje -21 het EK -21 in 2011. Hij fungeerde als back-up voor David de Gea. Hij nam met Spanje -23 deel aan de Olympische Spelen in Londen. Bij Spanje -21 was hij ook back-up van De Gea.

## Erelijst
| Europees kampioen -21 | 1x | 2011, 2013 |

1 Cuéllar ·
2 Douglas ·
3 Babin · 
4 Meré ·
5 Amorebieta ·
6 Álvarez ·
7 Rodríguez ·
8 Traoré ·
9 Castro ·
10 Cases ·
11 Lora  ·
13 Mariño ·
14 Burgui · 
15 Canella ·
16 Lillo ·
17 Afif ·
18 López ·
19 Carmona ·
20 Ndi ·
21 Torres ·
23 Gómez · 
24 Čop · 
25 Viguera · 
26 Fernández · 
27 Díaz · 
28 Santos · 
29 Rodríguez · 
30 Whalley · 
31 Rubén · 
33 Salvador · 
Coach: Rubi
1 De Gea ·
2 Azpilicueta ·
3 Domínguez ·
4 J. Martínez ·
5 I. Martínez ·
6 Alba ·
7 Adrián ·
8 Muniain ·
9 Rodrigo ·
10 Mata ·
11 Koke ·
12 Montoya ·
13 Botía ·
14 Romeu ·
15 Isco ·
16 Tello · 
17 Herrera ·
18 Mariño ·
Coach: Milla